# Йоркський дім
Йо́ркський дім (англ. House of York) — англійський шляхетний рід, започаткований першим йоркським герцогом Едмундом, принцом з династії Плантагенетів. Також династія англійських королів, заснована Річардом (1411—1460), сином Едунна. Назва походить від герцогського титулу. Він претендував на трон, оскільки був нащадком Ліонела, герцога Кларенса (1338—1368), третього сина Едуарда III, тоді як чинний монарх, Генріх VI з дому Ланкастерів, був нащадком четвертого сина. Суперечка стала причиною Війни троянд. Герцог Йоркський загинув у бою біля Вейкфілда 1460 року, але наступного року його син став королем Едуардом IV, далі корону успадковував його син Едуард V, і потім його брат Річард III, на якому закінчилася Йоркська лінія династії Плантагенетів, що правила Англією з 1154 по 1485 рік. Переможець війни Білої та Червоної троянд — Генріх VII Тюдор, засновник нової правлячої династії Англії, посилив свої права, одружившись зі старшою дочкою Едуарда IV, Елізабет. Також — Йорки, Йоркські.

## Монархи Англії
| Ім'я       | Портрет | Оригінальне ім'я  | Роки правління      |
| ---------- | ------- | ----------------- | ------------------- |
| Едуард IV  |         | англ. Edward IV   | 1461-1470 1471-1483 |
| Едуард V   |         | англ. Edward V    | 1483                |
| Річард III |         | англ. Richard III | 1483-1485           |